# Trinchesia albopunctata
Trinchesia albopunctata is een slakkensoort uit de familie van de Trinchesiidae. De wetenschappelijke naam van de soort is voor het eerst geldig gepubliceerd in 1968 door Schmekel.